# 密室の恐怖実験
『密室の恐怖実験』（みっしつのきょうふじっけん、原題：Twisted Nerve）は、1968年のイギリス映画。日本では劇場未公開でビデオが発売されたのみ。

## キャスト
- ヘイリー・ミルズ
- ハイウェル・ベネット
- ビリー・ホワイトロー
- フランク・フィンレー
- バリー・フォスター
- フィリス・カルヴァート

## 音楽
劇中で流れる口笛は、クエンティン・タランティーノ監督の2003年製作の映画『キル・ビル』他、2007年製作の『デス・プルーフ in グラインドハウス』でも使用されている。